# Pierre Bayle
(Pierre Bayle, Pensées diverses sur la comète)
Pierre Bayle (Carla-le-Comte, 18 novembre 1647 – Rotterdam, 28 dicembre 1706) è stato un filosofo, scrittore e storico francese.
Contemporaneo di Locke e Spinoza, visse come questi ultimi nei Paesi Bassi (a Rotterdam), dove trovavano rifugio i seguaci delle fedi riformate e i perseguitati per motivi di fede. Il suo pensiero è ispirato al razionalismo: speso nel sostegno della tolleranza religiosa fino a comprendere in essa l'ateismo - che egli tratta nelle Pensées diverses sur la comète e su cui egli meditava considerando la morale come indipendente dalla fede - influenzò profondamente quello di Voltaire nel Trattato sulla tolleranza. Nelle Pensées, Bayle, ugonotto, aveva infatti messo in dubbio che la religione fosse una componente imprescindibile nella vita dell'uomo, e propugnò la tesi sulla possibilità di una «società di atei», ossia un ordinamento civile in pacifica convivenza fondato su una morale e una giustizia naturale, svincolata da presupposti religiosi. Di diverso avviso era Locke, ritenendo gli atei tra i pochi non destinatari della tolleranza.

## Biografia
Pierre Bayle nacque a Carla-Bayle il 18 novembre 1647 ed appartiene a quella minoranza ugonotta francese che, a partire dalla seconda metà del XVII secolo, diviene oggetto delle dragonnades, delle misure restrittive e di atti persecutori da parte del potere monarchico, dell'aristocrazia e della chiesa cattolica. Le tre classi al potere nell'Ancien Régime sono dalla metà del Seicento sempre più preoccupate di mantenere la situazione culturale bloccata nel mantenimento del potere assolutista e delle sue implicazioni politiche e religiose. Arginare la minaccia della nuova cultura illuminista proveniente da oltre Manica significa anche limitare l'importanza intellettuale dei protestanti ugonotti. L'uniformità religiosa e politica all'interno della cultura francese è uno dei motivi della sua arretratezza culturale rispetto alle assai più avanzate Gran Bretagna e Paesi Bassi. Bayle concentra la sua critica sulle inadeguatezze culturali della sua epoca e non senza ironia e sarcasmo le fustiga in maniera ritenuta talvolta intollerabile dal potere costituito.
Per tali motivi, controversie, polemiche e problematiche religiose hanno spesso negli scritti di Bayle un ruolo importante, che però non va sopravvalutato. Egli è infatti principalmente uno spirito critico dei problemi della religione e delle credenze, per quanto niente affatto irreligioso. Anzi, egli si erge in difesa di una fede cristiana più autentica e soprattutto più tollerante e aperta alla diversità culturale, di cui riconosce le motivazioni etiche. Bayle è analista acuto e raffinato dei modi di pensare in un paese ancora molto potente, ma ormai ripiegato su se stesso e bloccato nelle sue strutture; con l'arma dell'ironia e spesso del sarcasmo, evidenzia gli elementi più retrivi della superstizione e del dogmatismo ottuso, chiamando la cultura francese a un salto di qualità.
Studente di teologia e filosofia dapprima presso l'Accademia protestante di Puylaurens e successivamente presso il collegio gesuitico di Tolosa, Bayle attraversa un periodo di crisi e di dubbio che ha come esito la conversione al cattolicesimo (1669). Tornato ad abbracciare la religione riformata (1670), il giovane filosofo si rifugia per alcuni anni a Ginevra, dove ha modo di proseguire i propri studi. Nel 1675 torna in Francia e ottiene la cattedra di filosofia presso l'Accademia protestante di Sedan, incarico che mantiene fino al 1681, anno in cui l'Accademia viene chiusa per decreto regio. Bayle abbandona nuovamente e definitivamente la Francia e trova riparo nelle Province Unite dei Paesi Bassi in qualità di professore di storia e filosofia presso l'Ecole Illustre di Rotterdam. Da tale rifugio egli assiste alla Revoca dell'Editto di Nantes (1685), per effetto dell'editto di Fontainebleau, e alle persecuzioni messe in atto contro i suoi correligionari rimasti in patria affinché si convertano al cattolicesimo. Nel corso di tali persecuzioni, perde l'unico familiare rimastogli, il fratello maggiore Jacob, pastore ugonotto nel borgo pirenaico di Le Carla (oggi Carla-Bayle). Amareggiato da tali eventi, egli scrive il Commentaire philosophique sur ces mots de Jésus-Christ: contrains-les d'entrer, nel quale condanna l'uso della forza in ambito religioso, nel quale l'unico giudice deve essere la coscienza di ciascuno.
Nel 1693, Bayle viene destituito dall'incarico presso l'Ecole Illustre in seguito alla lunga polemica che lo ha contrapposto ad un altro esule ugonotto, Pierre Jurieu. Tale polemica era nata nel corso degli anni successivi alla Revoca per la accorata difesa, da parte di Bayle, del principio della tolleranza religiosa, principio che, a suo dire, deve essere applicato da tutti e nei confronti di tutti. Alle invettive di Jurieu contro i cattolici francesi e contro Luigi XIV, egli aveva risposto inoltre che bisogna essere leali al proprio re anche qualora le sue scelte ledano i propri interessi.
Il 1695 vede l'uscita del primo volume del Dictionnaire Historique et critique (Dizionario storico-critico), seguito dal secondo nel 1697 e del terzo nel 1702. L'opera contava ben 2038 articoli e rappresenta tuttora uno dei più straordinari esempi storici di analisi del pensiero umano, dei suoi equivoci, dei suoi errori, delle sue arroganze e delle sue ignoranze. Del 1704 è la Continuation des pensées diverses sur la comète, dove è ripresa l'analisi dell'atteggiamento e il pensiero della miscredenza e dell'ateismo, con la messa in evidenza delle buone ragioni contro le degenerazioni di un cristianesimo superstizioso e irrazionale. Opere minori, tra cui il dialogo Entretiens de Maxime et de Themiste, lo tengono impegnato sino alla morte, avvenuta il 28 dicembre 1706.

## Filosofia
Pierre Bayle è noto soprattutto come autore delle Pensées Diverses sur la Comète (1682) e del Dictionnaire historique et critique (1697). In particolare, nelle Pensées egli esprime una ferma condanna nei confronti di idolatria e superstizione e dà vita alla figura dell'ateo virtuoso: egli considera cioè la vita morale indipendente dai principi religiosi che si professano, perciò chiunque può vivere in modo onesto e virtuoso semplicemente seguendo ragione e buon senso, a prescindere dall'ammettere o meno l'esistenza di un Dio e delle sue leggi. Vi è dunque la possibilità di un “ateismo virtuoso” che nei Pensieri sulla cometa trova una sua legittimazione come esito di una puntuale analisi critica della non-religione. Il bene e il male non sono prerogative di una fede o di una filosofia, come le virtù e i vizi convivono entro lo stesso modo di vedere il mondo e vi è spesso discrepanza tra ciò che i soggetti umani dicono e quello che fanno. Le passioni dominano l'uomo e non la ragione; per ciò la ragione ha il compito di analizzare il ragionevole e l'irragionevole nel pensare e nell'agire umani.
Il Dictionnaire è invece un'ampia opera di compilazione nella quale Bayle cerca di raccogliere il maggior numero possibile di informazioni in merito a personaggi, miti ed eventi di ogni epoca storica. Dalla lettura degli articoli, emerge la sua diffidenza nei confronti di tutte le teorie, siano esse scientifiche, metafisiche o religiose, che vogliano offrire una spiegazione razionale ed onnicomprensiva del reale. Egli infatti sostiene, partendo da un punto di vista scettico, l'impossibilità stessa di elaborare teorie generali e risolutive, poiché ogni tentativo in tal senso si risolve nell'incoerenza e nella contraddittorietà. Bayle ha poca fiducia nelle verità fabbricate dalla logica formale, ma ne ha nella realtà dei fatti in quanto sola e vera fonte di conoscenza. Il Dizionario è perciò una straordinaria summa analitica di molteplici situazioni di controversia storica in cui Bayle, come un chirurgo, disseziona le tesi e ne rivela la sostanza. Nelle immaginarie dispute che vanno in scena, verità apparentemente inattaccabili si rivelano falsità attraverso il confronto serrato della saggezza e della stupidità, condito di ironia e sarcasmo.

## Opere
- Pensées diverses écrites à un docteur de Sorbonne à l'occasion de la Comète qui parut au mois de décembre 1680, 1682. Edizione a cura di A. Prat, 2 voll., Paris 1939.
- Critique de l'histoire du calvinisme du Père Maimbourg, 1683.
- Ce que c'est que la France toute catholique sous le règne de Louis Le Grand, 1685.
- De la tolérance, 1686.
- Commentaire philosophique sur ces paroles de Jésus Christ: « Contrains-les d'entrer »[1], 1686; Supplément du Commentaire philosophique, Amsterdam, 1688.
- Projet et fragmens d'un dictionnaire critique
- Dictionnaire historique et critique, 4 voll. in-folio, 1697; 3 voll. in-folio, 1702; 1740; a cura di Adrien Jean Quentin Beuchot, 16 voll. in ottavi, Paris 1820-1824; ristampa, Genève, 1969.
- Réponse aux questions d'un provincial, 6 voll. in ottavo, Rotterdam, 1704-1706.
- Entretiens de Maxime et de Thémiste, Rotterdam, presso Reiniers Leers, 1706.
- Œuvres diverses, Société d'Éditeurs  4 voll. in-folio, L'Aia, (ristampa: Hildesheim, Georg Olms 1965).
- Avis important aux réfugiés (1690).

### Edizioni italiane
- Pensieri sulla cometa e Dizionario storico e critico, a cura di Gian Piero Brega, Collana Universale Economica n.227, Milano, Feltrinelli, 1957.
- Spinoza. Dizionario storico critico, traduzione di Piero Bertolucci, Collana Enciclopedia di autori classici, prima serie, Torino, Boringhieri, 1968.
- Dizionario storico-critico (scelta critica di alcune voci), a cura Gianfranco Cantelli, Bari, Laterza, 1976.
- Pensieri sulla cometa[2], a cura G. Cantelli, Collezione Classici della Filosofia moderna, Bari, Laterza, 1979. - Collana Universale, 2 voll., Laterza, 1979.
- Progetto di un dizionario critico, a cura di Lorenzo Bianchi, Collana Relox, Napoli, Bibliopolis, 1987.
- Sparta nel «Dizionario», testo francese a fronte[3], a cura di Annalisa Paradiso, nota di Luciano Canfora, Collana La città antica n.15, Palermo, Sellerio, 1992, ISBN 978-88-389-0819-4.
- Virgilio nel «Dizionario», testo francese a fronte, con una nota di Luciano Canfora, Collana La città antica, Palermo, Sellerio, 2012, ISBN 978-88-389-2618-1.
- Dizionario storico e critico: Spinoza, Pgreco, 2015, ISBN 978-88-680-2094-1.
- Commentario filosofico sulla tolleranza, traduzione, introduzione e note a cura di Stefano Brogi, Collana I Millenni, Torino, Einaudi, 2018, ISBN 978-88-062-3755-4.